# Isla Roosevelt (línea de la Calle 63)
La Isla Roosevelt es una estación en la línea de la Calle 63 IND del Metro de Nueva York de la B del Independent Subway System (IND). Localizada en la intersección con Main Street cerca de Road 5 en la Isla Roosevelt, Nueva York. La estación es servida las 24 horas de los trenes del servicio .